# Shirō Sagisu
Shirō Sagisu (鷺巣 詩郎?, Sagisu Shirō; Setagaya, 29 agosto 1957) è un compositore e produttore discografico giapponese.
Con una carriera che dura da circa 25 anni (ha cominciato a lavorare nei tardi anni 1970), Sagisu è conosciuto particolarmente per aver prodotto alcuni fra i più popolari cantanti giapponesi, fra cui Misia, Satoshi Tomiie, e Ken Hirai. Sagisu ha anche lavorato come compositore di colonne sonore per diversi film e anime, tra cui sicuramente uno dei più importanti rimane la serie televisiva Neon Genesis Evangelion di Hideaki Anno. Ha lavorato nuovamente per Anno componendo la colonna sonora dei film di Evangelion e quella di Shin Godzilla, trentunesimo film della serie di Godzilla.

## Discografia
- Final Fantasy VI Grand Finale (1994)
- Shiro's Songbook (1999)
- Shiro's Songbook "remixes and more" (2000)
- Shiro's Songbook 2 (2000)
- Shiro's Songbook 2.5 Tribute to Cool! (2001)
- 5.1 Gospel Songbook (2001)
- Shiro's Songbook Selection London Freedom Choir (2003)
- Shiro's Songbook Ver 7.0 (2005)

## Colonne sonore

### Lungometraggi
- Ai City (1986)
- Orange Road: Vorrei tornare a quei giorni (1988)
- Neon Genesis Evangelion: Death & Rebirth (1997)
- Neon Genesis Evangelion: The End of Evangelion (1997)
- Garzey's Wing (1996)
- Musa (2002)
- Kyashan - La rinascita (2004)
- Bleach: Memories of Nobody (2006)
- The Restless (2006)
- Bleach: The DiamondDust Rebellion (2007)
- Evangelion: 1.0 You Are (Not) Alone (2007)
- Gekijō-ban Bleach: Fade to Black - Kimi no na o yobu (2008)
- Evangelion: 2.0 You Can (Not) Advance (2009)
- Evangelion: 3.0 You Can (Not) Redo (2012)
- Berserk - L'epoca d'oro (2012-2015)
- Shin Godzilla (2016)
- Evangelion: 3.0+1.0 Thrice Upon a Time (2021)
- Shin Ultraman (2022)
- Una sterminata domenica (2023)

### Serie animate
- Mila e Shiro - Due cuori nella pallavolo (1984-1985)
- Megazone 23 (1985, 1987, 1989)
- Capricciosa Orange Road (1987-1988)
- Nadia - Il mistero della pietra azzurra (1990-1991)
- Macross II (1992)
- Neon Genesis Evangelion (1995-1996)
- Le situazioni di Lui & Lei (1998-1999)
- Abenobashi (2002)
- Bleach (2004-2012)
- The Skull Man (2007)
- Black Bullet (2014)
- Magi: The Labyrinth of Magic (2012-2014)
- Berserk (2016)
- SSSS.Gridman (2018)
- Bleach - Thousand Year Blood War (2022-in corso)